# Dury Crucifix Cemetery
Le Dury Crucifix Cemetery  ou Cimetière militaire du crucifix de Dury, est un cimetière militaire de la Première Guerre mondiale, situé sur le territoire de la commune de Dury (Pas-de-Calais), dans le département du Pas-de-Calais, à 16 km au sud-est d'Arras.

## Localisation
Ce cimetière est situé chemin de la Marlière, au sud du village, 

## Histoire

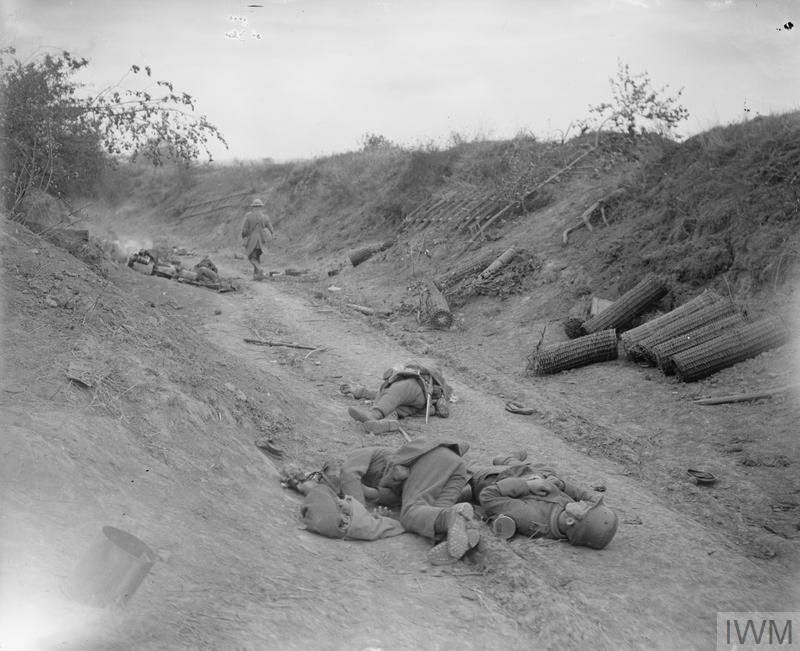
Des soldats allemands morts dans un chemin creux qui était fortement tenu par des mitrailleuses mais qui a été pris par la 4è division. Près de Dury, 2 septembre 1918.

Occupé par les Allemands depuis la fin août 1914, le village de Dury, situé en secteur allemand de l'autre côté de la ligne Hindenburg, le secteur n'a été repris que le 2 septembre 1918 après le percement de la ligne Drocourt-Quéant par l'armée canadienne .
Le cimetière a été commencé par des unités canadiennes (principalement les 46è et 47è bataillons) immédiatement après la prise du village, et il contenait à l'armistice 72 tombes. Il fut ensuite agrandi par la concentration des sépultures provenant des champs de bataille d'avril et mai 1917, et de  mars, août et septembre 1918, au nord et à l'ouest de Dury.
Il y a 2 058 victimes de la Première Guerre mondiale inhumées dans ce site. Parmi ceux-ci, 1 766 sont non identifiés.

## Caractéristiques
Ce vaste cimetière a un plan rectangulaire de 110 m sur 60. Il a été conçu par G.H. Goldsmith.

## Galerie

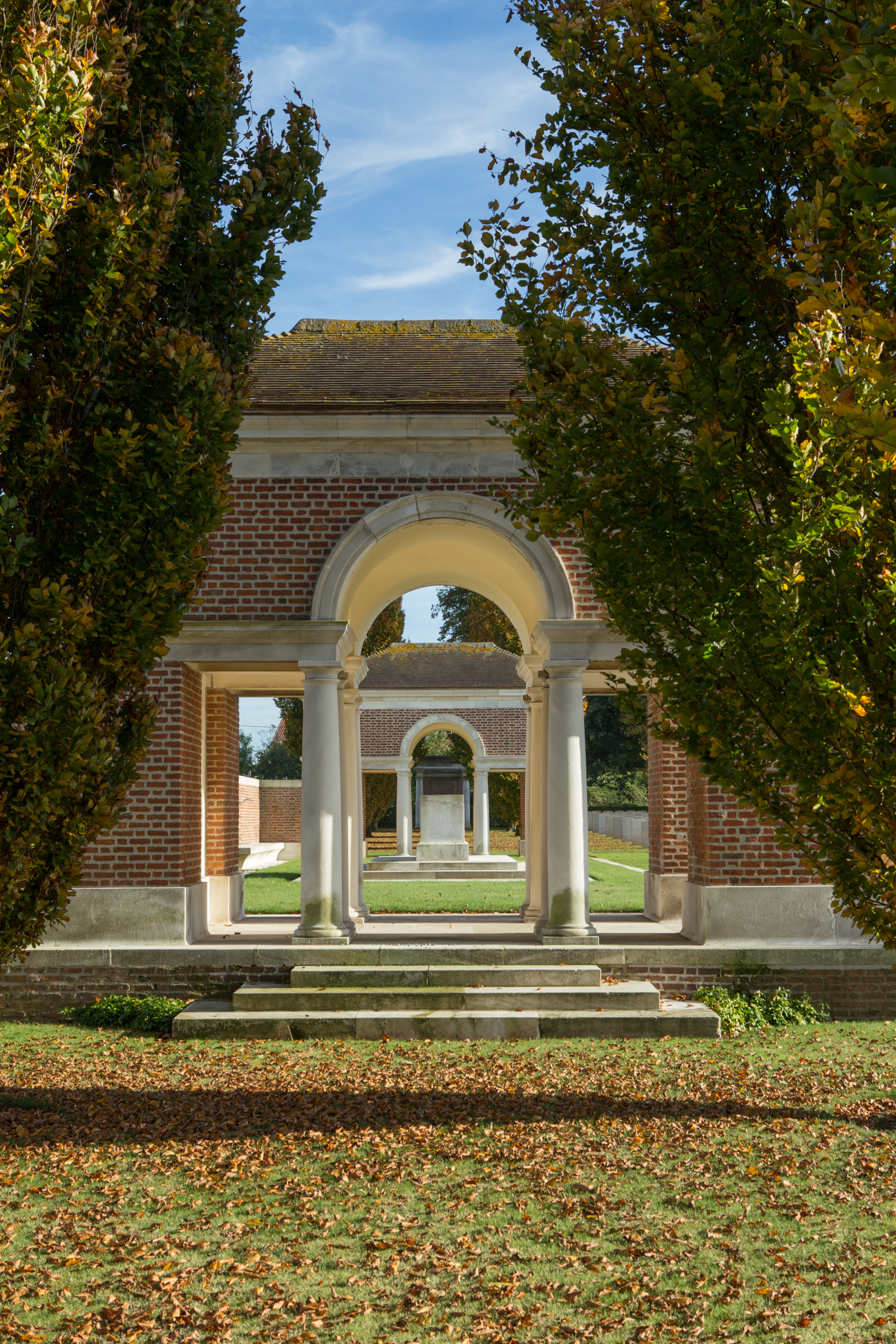
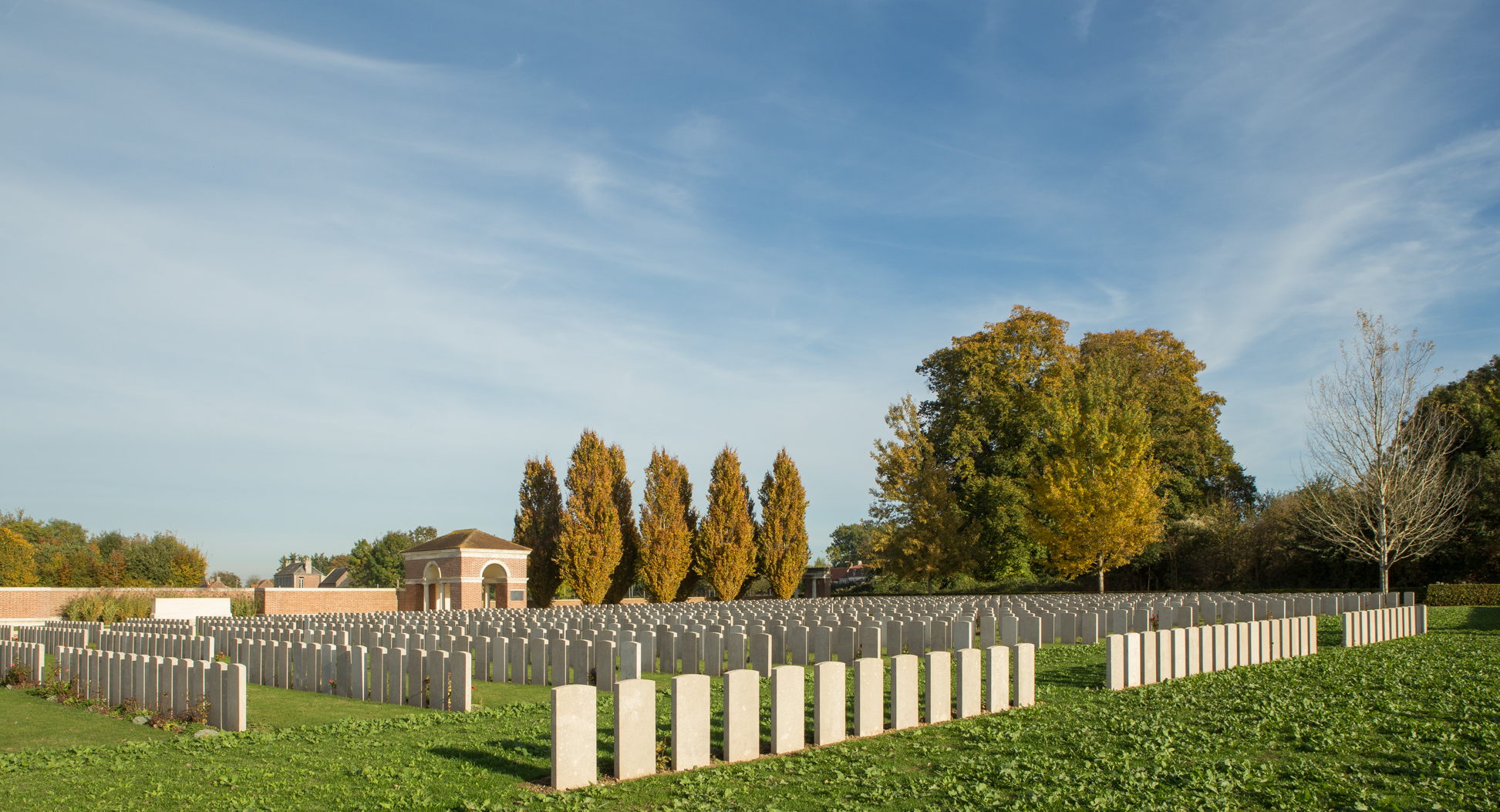
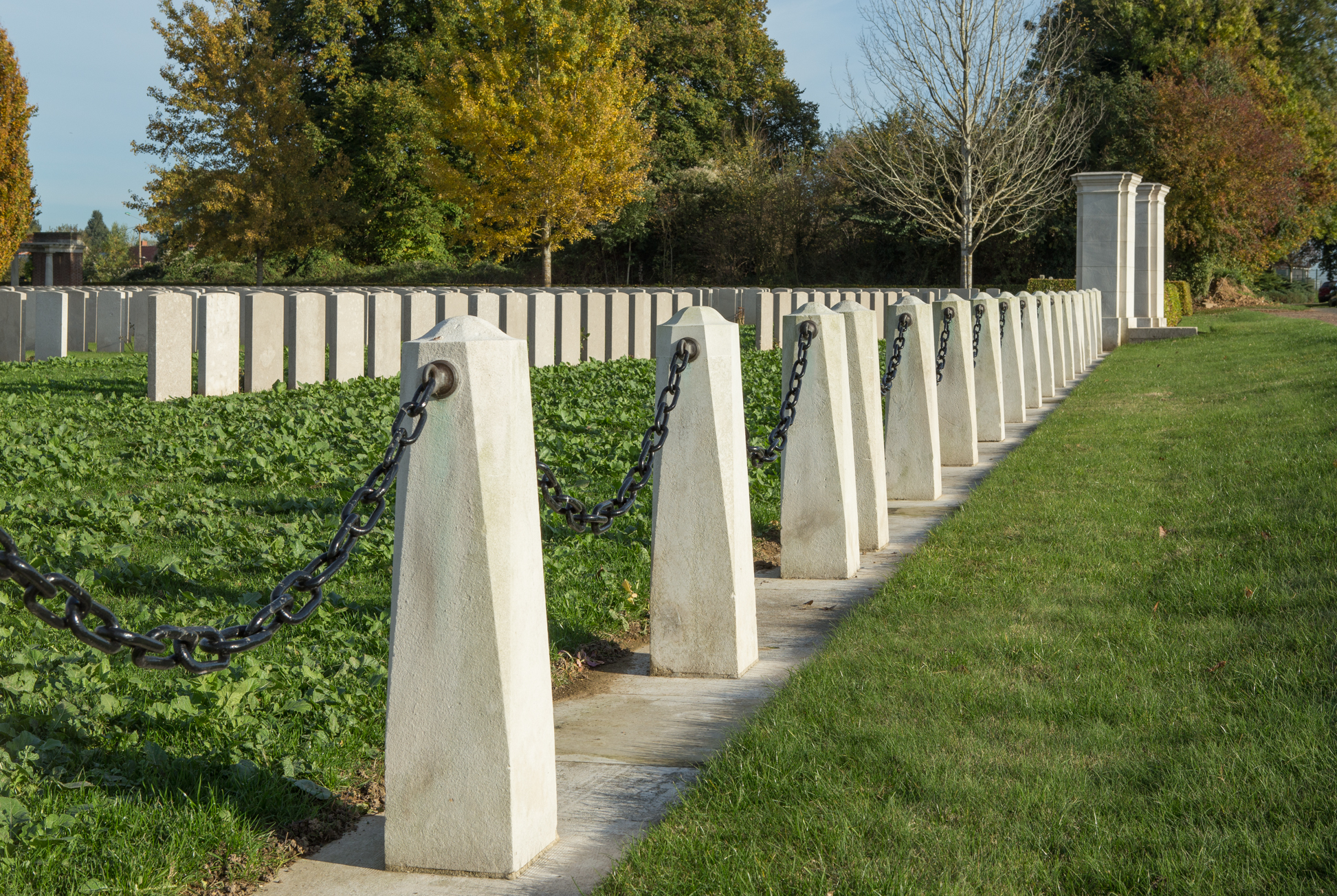
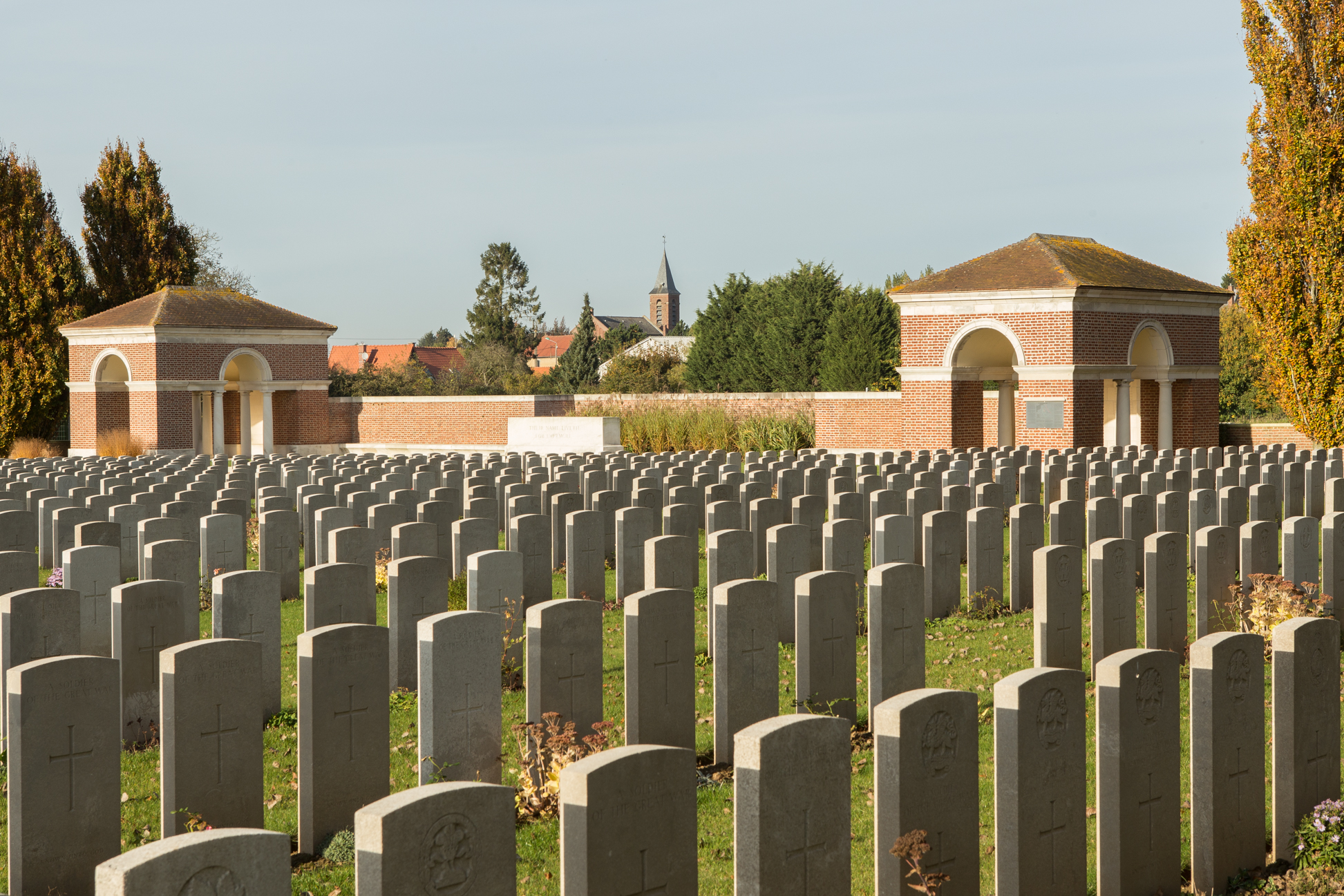
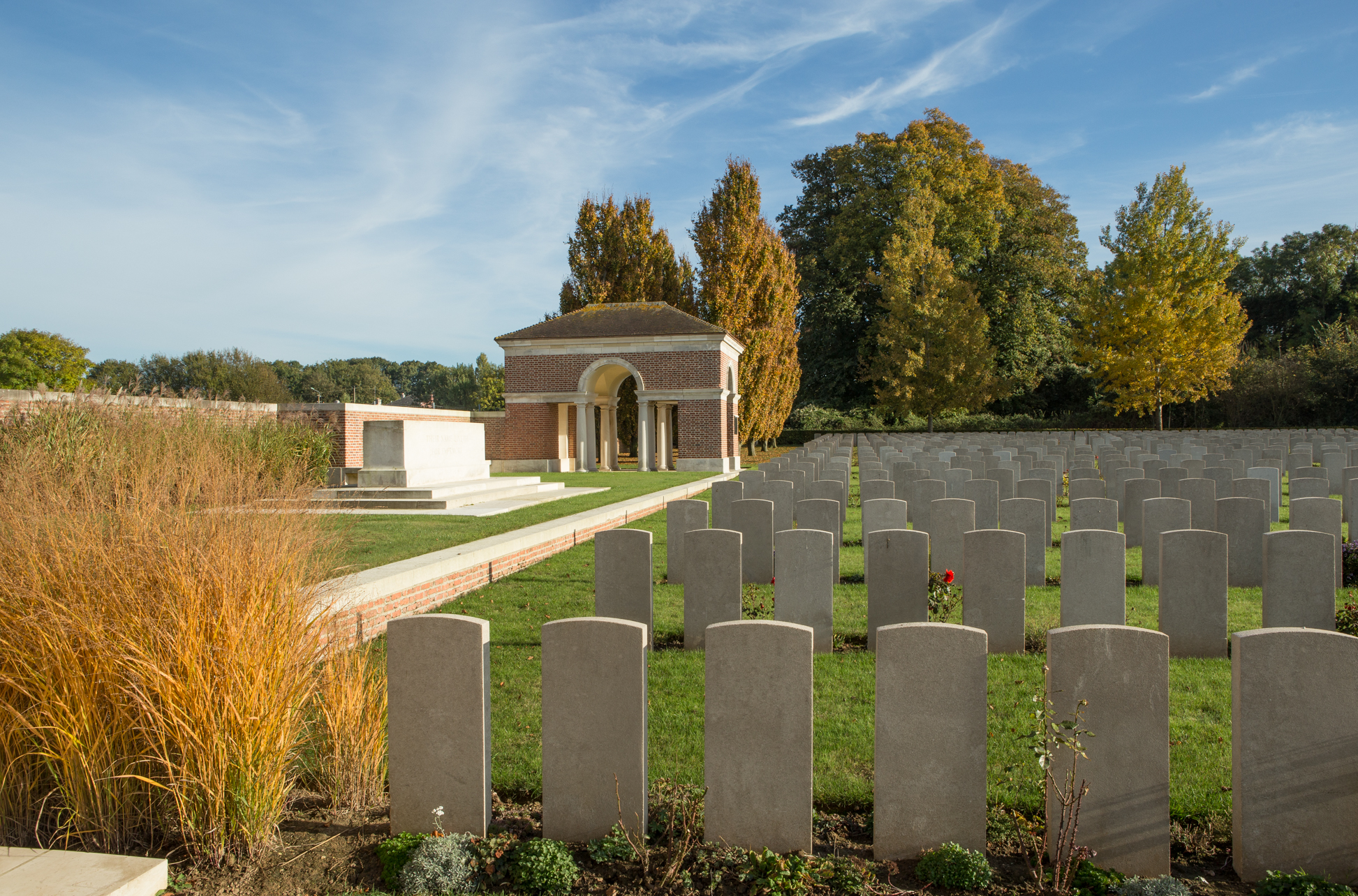
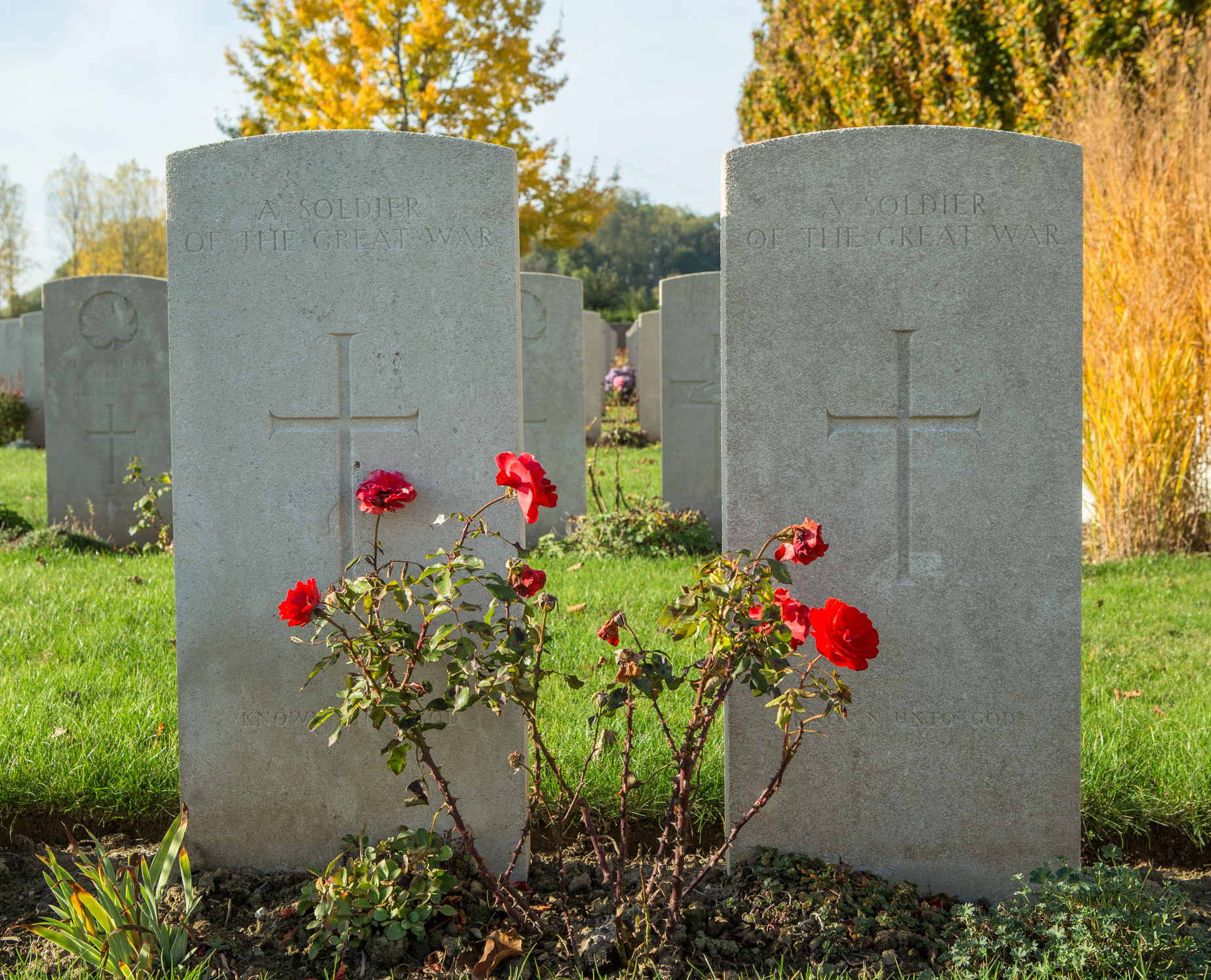

## Sépultures
| Pays        | Sépultures |
| ----------- | ---------- |
| Royaume-Uni | 1 884      |
| Canada      | 173        |
| Total       | 2 057      |

## Pour approfondir